# Municipio de Washington (condado de Washington, Indiana)
El municipio de Washington (en inglés: Washington Township) es un municipio ubicado en el condado de Washington en el estado estadounidense de Indiana. En el año 2010 tenía una población de 10 176 habitantes y una densidad poblacional de 52,17 personas por km².

## Geografía
Según la Oficina del Censo de los Estados Unidos, tiene una superficie total de 195.05 km², de la cual 194,12 km² corresponden a tierra firme y (0,47 %) 0,92 km² es agua.

## Demografía
Según el censo de 2010, había 10 176 personas residiendo. La densidad de población era de 52,17 hab./km². De los 10 176 habitantes, estaba compuesto por el 97,88 % blancos, el 0,29 % eran afroamericanos, el 0,21 % eran amerindios, el 0,42 % eran asiáticos, el 0,31 % eran de otras razas y el 0,88 % eran de una mezcla de razas. Del total de la población el 0,92 % eran hispanos o latinos de cualquier raza.